# Panajotis Markuizos
Panajotis Markuizos (Παναγιώτης Μαρκουίζος, Panagió̱ti̱s Markouízos urodzony 13 sierpnia 1980 roku w Atenach) – grecki łyżwiarz figurowy i wielokrotny mistrz Grecji. Najwyższe miejsce, jakie zdobył w mistrzostwach Międzynarodowej Unii Łyżwiarskiej (ISU, International Skating Union), to 33 miejsce na Mistrzostwach Europy w łyżwiarstwie figurowym w roku 2001.

## Przegląd kariery
Panajotis Markuizos zainteresował się łyżwiarstwem figurowym w roku 1988. Podążył w ślady siostry, która niebawem zrezygnowała z łyżwiarstwa. Jako junior osiągnął wysokie pozycje (14-32) na zawodach międzynarodowych w okresie 1995-1999. Od roku 1998 do 2003 był niepokonany w Grecji, zajmując także zadowalające pozycje na Mistrzostwach Europy w łyżwiarstwie figurowym oraz Mistrzostwach Świata w łyżwiarstwie figurowym (33-45). Od roku 2004 nie bierze udziału w mistrzostwach ze względu na niewystarczającą dostępność infrastruktury.

## Największe osiągnięcia
Panajotis Markuizos jest pierwszym greckim łyżwiarzem figurowym posiadającym umiejętność wykonywania potrójnego skoku toe loop i potrójnego skoku salchow (od roku 1998). Pośród wszystkich greckich współzawodników w łyżwiarstwie figurowym może się poszczycić największą liczbą udziałów w zawodach międzynarodowych.

## Kariera trenerska
Po ukończeniu kursu trenerskiego w Kanadzie, Panajotis Markuizos rozpoczął pracę w charakterze trenera i nauczyciela łyżwiarstwa, zarówno w grupach, jak i indywidualnie, na wszystkich poziomach – głównie w Atenach, w Grecji. Był również trenerem niektórych uczestników Mistrzostw Świata w łyżwiarstwie figurowym w Göteborgu, 2008 i Mistrzostw Świata w łyżwiarstwie figurowym w Los Angeles, 2009.

## Główne zamierzenia
Panajotis Markuizos twierdzi, że jego głównym zamierzeniem jest przyczynienie się w jak największej mierze do poprawy warunków rozwoju przyszłych pokoleń greckich łyżwiarzy figurowych – bez przeszkód, którym musiało stawić czoło jego pokolenie. Najbardziej istotnym celem dla Grecji jest utworzenie lodowiska o wymiarach olimpijskich dostępnego przez 12 miesięcy w roku. Oprócz odpowiedniej infrastruktury, fundamentalne znaczenie dla rozwoju łyżwiarstwa w Grecji mają także: wsparcie państwa, sponsoring oraz usprawnienie organizacji – dotyczy to także informacji i wychowania fizycznego.

## Słowa zachęty
Mistrz Grecji podkreśla, że łyżwiarstwo figurowe odpowiada głównym cechom większości jego rodaków, mających śródziemnomorski temperament, naturalną umiejętność wyrażania się poprzez muzykę i taniec, a także wrodzone poczucie rytmu.
Uważa on, że łyżwiarstwo figurowe jest sportem, w którym warto się sprawdzić, ponieważ daje to doskonałą okazję poznania samego siebie oraz wyznaczenia celu, do którego dąży się wbrew wszelkim przeciwieństwom.

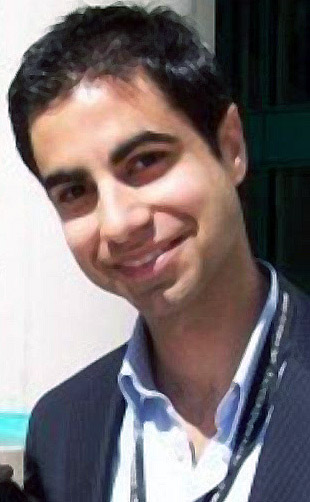

| Pozycje zajęte na najważniejszych mistrzostwach ISU | Pozycje zajęte na najważniejszych mistrzostwach ISU | Pozycje zajęte na najważniejszych mistrzostwach ISU | Pozycje zajęte na najważniejszych mistrzostwach ISU | Pozycje zajęte na najważniejszych mistrzostwach ISU | Pozycje zajęte na najważniejszych mistrzostwach ISU | Pozycje zajęte na najważniejszych mistrzostwach ISU |
| --------------------------------------------------- | --------------------------------------------------- | --------------------------------------------------- | --------------------------------------------------- | --------------------------------------------------- | --------------------------------------------------- | --------------------------------------------------- |
|                                                     | 1998                                                | 1999                                                | 2000                                                | 2001                                                | 2002                                                | 2003                                                |
| Igrzyska olimpijskie                                |                                                     |                                                     |                                                     |                                                     |                                                     |                                                     |
| Mistrzostwa świata                                  | 33.                                                 | 41.                                                 | 45.                                                 | 43.                                                 | 37.                                                 |                                                     |
| 'Mistrzostwa Europy                                 |                                                     | 35.                                                 | 35.                                                 | 33.                                                 |                                                     |                                                     |
| Mistrzostwa świata juniorów                         | 32.                                                 | 40.                                                 |                                                     |                                                     |                                                     |                                                     |
| Mistrzostwa Narodowe Grecji                         | 1.S                                                 | 1.S                                                 | 1.S                                                 | 1.S                                                 | 1.S                                                 | 1.S                                                 |

S=Senior
| Inne osiągnięcia na zawodach międzynarodowych   | Inne osiągnięcia na zawodach międzynarodowych | Inne osiągnięcia na zawodach międzynarodowych | Inne osiągnięcia na zawodach międzynarodowych |
| ----------------------------------------------- | --------------------------------------------- | --------------------------------------------- | --------------------------------------------- |
|                                                 | Miasto / Państwo                              | Rok                                           | Pozycja                                       |
| Olimpijski Festiwal Młodzieży Europy            | Andora                                        | 1995                                          | 17.J                                          |
| Trofeum Gardena Spring                          | Ortisei                                       | 1996                                          | 19.J                                          |
| Olimpijski Festiwal Młodzieży Europy            | Sundsvall                                     | 1997                                          | 16.J                                          |
| Junior Grand Prix w Kanadzie                    | Montreal                                      | 1999                                          | 15.J                                          |
| Memoriał Karla Schäfera                         | Wiedeń                                        | 1999                                          | 14.J                                          |
| Bałkańskie Mistrzostwa w łyżwiarstwie figurowym | Bukareszt                                     | 2002                                          | 4.S                                           |

S=Senior, J=Junior
| Dodatkowe informacje       | Dodatkowe informacje |
| -------------------------- | --- |
| Inne wykonywane sporty:    | pływanie, gimnastyka |
| Hobby:                     | sumo, joga, poezja, golf, opera |
| Doświadczenie zagraniczne: | Toronto, Kanada (2001-2002) |
| Wybrane ścieżki dźwiękowe: | 2001/2002 Program krótki: Daft Punk – Aerodynamic, 2001/2002 Łyżwiarstwo wolne / Wolny taniec: Survivor – Russ Landau, David Vanacore |